# John Samuel (diplomaat)
John Samuel (Albina, 4 oktober 1976) is een Surinaams diplomaat en politicus. Hij was consul in Frans-Guyana en richtte in augustus 2019 de politieke partij De Nieuwe Wind op.

## Biografie
Samuel werd geboren in Albina en studeerde aan de Université des Antilles et de la Guyane.
Rond 2011 stationeerde het ministerie van Buitenlandse Zaken hem in Saint-Laurent, aan de andere oever van de Marowijne, op een dependance van het consulaat-generaal in Frans-Guyana. In juli 2017 werd hij benoemd tot consul. Ontevreden over de omstandigheden waarin hij als leidinggevende zijn werk moest doen, stelde hij op 1 april 2019 zijn functie ter beschikking. De drie kandidaten in Paramaribo en één in Wanica wonnen samen slechts 70 stemmen.
Voorheen lid van de NDP, proclameerde hij in augustus 2019 de nieuwe politieke partij De Nieuwe Wind. Naar eigen opgaaf zou de partij achter de schermen al een jaar actief zijn. Hij werd zelf de partijleider. DNW zou aan de verkiezingen van 2020 meedoen in drie districten, maar deed mee in twee. In zijn eigen district, Marowijne, werd namelijk de kandidatenlijst afgekeurd. Zijn partij verwierf geen zetels tijdens de verkiezingen.
Tijdens de verkiezingen van 2025 stond hij op nummer 5 van de lijst van samenwerkende partijen OPTSU.